# Buen Retiro Airport
Buen Retiro Airport är en flygplats i Bolivia.   Den ligger i departementet Beni, i den norra delen av landet, 600 km norr om huvudstaden Sucre. Buen Retiro Airport ligger 143 meter över havet.
Terrängen runt Buen Retiro Airport är mycket platt. Trakten runt Buen Retiro Airport är nära nog obefolkad, med mindre än två invånare per kvadratkilometer.. Det finns inga samhällen i närheten.
Trakten runt Buen Retiro Airport består i huvudsak av gräsmarker.